# Mill Creek, Pennsylvania
Mill Creek är en ort i Huntingdon County i delstaten Pennsylvania, USA.